# House of Yes: Live from House of Blues
House of Yes: Live from House of Blues è un album doppio dal vivo del gruppo progressive Yes.

## Il disco
L'album fu registrato alla House of Blues di Las Vegas durante il tour promozionale dell'album The Ladder (1999). House of Yes: Live from House of Blues fu pubblicato anche come DVD, e fu ben accolto dalla critica e dai fan degli Yes.
Billy Sherwood, che aveva suonato nel tour, aveva già da quasi un anno abbandonato il gruppo quando House of Yes fu pubblicato ed il tastierista Igor Khoroshev fu licenziato un mese prima della pubblicazione, in seguito a una controversa faccenda di molestie sessuali che commise durante il tour promozionale di quell'album portando poi in quel periodo la formazione degli Yes ufficialmente in quattro (Anderson, Squire, Howe & White).
Fra i brani con motivi di interesse particolari si possono segnalare una versione di Owner of a Lonely Heart in cui l'assolo di chitarra originariamente di Trevor Rabin è affidato alle tastiere di Khoroshev, mentre il chitarrista Steve Howe aggiunge in coda un proprio assolo originale; e una versione di Roundabout particolarmente energica, con coda di jamming in chiave blues.

## Tracce

### Disco 1
1. Yours Is No Disgrace (Jon Anderson/Chris Squire/Steve Howe/Tony Kaye/Bill Bruford) - 13:04
2. Time And A Word (Jon Anderson/David Foster) - 0:58
3. Homeworld (The Ladder) (Jon Anderson/Steve Howe/Billy Sherwood/Chris Squire/Alan White/Igor Khoroshev) - 9:45
4. Perpetual Change (Jon Anderson/Chris Squire) - 10:49
5. Lightning Strikes (Jon Anderson/Steve Howe/Billy Sherwood/Chris Squire/Alan White/Igor Khoroshev) - 5:07
6. The Messenger (Jon Anderson/Steve Howe/Billy Sherwood/Chris Squire/Alan White/Igor Khoroshev) - 6:39
7. Ritual - Nous Sommes Du Soleil (Jon Anderson/Chris Squire/Steve Howe/Rick Wakeman/Alan White) - 0:59
8. And You And I (Jon Anderson; temi di Bill Bruford/Steve Howe/Chris Squire) - 11:25
  1. Cord Of Life
  2. Eclipse (Jon Anderson/Bill Bruford/Steve Howe)
  3. The Preacher The Teacher
  4. Apocalypse

### Disco 2
1. It Will Be A Good Day (The River) (Jon Anderson/Steve Howe/Billy Sherwood/Chris Squire/Alan White/Igor Khoroshev) - 6:29
2. Face To Face (Jon Anderson/Steve Howe/Billy Sherwood/Chris Squire/Alan White/Igor Khoroshev) - 5:32
3. Awaken (Jon Anderson/Steve Howe) - 17:35
4. Your Move/I've Seen All Good People (Jon Anderson/Chris Squire) - 7:28
5. Cinema (Jon Anderson/Chris Squire/Alan White/Trevor Rabin/Tony Kaye) - 1:58
6. Owner Of A Lonely Heart (Jon Anderson/Chris Squire/Trevor Rabin/Trevor Horn) - 6:04
7. Roundabout (Jon Anderson/Steve Howe) - 7:43

House of Yes: Live from House of Blues (Eagle EAGCD158) non entrò nelle classifiche di vendita.

## Formazione
- Jon Anderson: voce
- Steve Howe: chitarre, voci
- Chris Squire: basso, voci
- Alan White: batteria
- Billy Sherwood: chitarra, voci
- Igor Khoroshev: tastiere